# НДР на Олімпійських іграх
Німецька Демократична Республіка заснувала олімпійський комітет 22 квітня 1951 року у будівлі Червоної ратуші у Берліні, як останній з трьох німецьких олімпійських комітетів того часу.
Олімпійський комітет НДР не визнавався МОК протягом 14 років. На Іграх у Мельбурні, у Римі та у Токіо НДР входила до складу Об'єднаної німецької команди. Тільки у 1968 році на Ігри у Мехіко, НДР змогла послати окрему команду, і до 1988 року Німецька Демократична Республіка завжди посилала на Олімпіади самостійні команди. У 1989 році після падіння берлінської стіни і об'єднання Німеччини у єдину державу, спортсмени колишньої НДР знову стали брати участь в Олімпійських іграх у складі єдиної німецької команди.
За час виступу на Олімпійських іграх спортсмени НДР завоювали 409 олімпійських медалей на літніх Олімпійських іграх і 110 медалей на зимових Олімпійських іграх. Найбільше медалей було завойовано у змаганнях з легкої атлетики, плавання та академічного веслування.
У деяких видах спорту стабільно високі результати східнонімецьких спортсменів (особливо жінок) на Олімпіадах з 1970-х років були спричинені вживанням різного роду допінгу та гормонів (наприклад. такі андрогени як тестостерон, андростендіон, дигідротестостерон та інші). Держава виділяла на подібні масові експерименти великі кошти, а допінг вживали спортсмени ще з підліткового віку, деколи навіть не знаючи, що це заборонені препарати. Зокрема тренери з плавання потім визнали, що східнонімецькі плавчині вживали анаболічні стероїди.

## Медальний залік

### Медалі на літніх Олімпійських іграх
| Ігри                    | Золото                                  | Срібло                                  | Бронза                                  | Загалом                                 |
| 1952 Хельсінки          | Не брала участі                         | Не брала участі                         | Не брала участі                         | Не брала участі                         |
| 1956 Мельбурн/Стокгольм | Як частина Об'єднаної німецької команди | Як частина Об'єднаної німецької команди | Як частина Об'єднаної німецької команди | Як частина Об'єднаної німецької команди |
| 1960 Рим                | Як частина Об'єднаної німецької команди | Як частина Об'єднаної німецької команди | Як частина Об'єднаної німецької команди | Як частина Об'єднаної німецької команди |
| 1964 Токіо              | Як частина Об'єднаної німецької команди | Як частина Об'єднаної німецької команди | Як частина Об'єднаної німецької команди | Як частина Об'єднаної німецької команди |
| 1968 Мехіко             | 9                                       | 9                                       | 7                                       | 25                                      |
| 1972 Мюнхен             | 20                                      | 23                                      | 23                                      | 66                                      |
| 1976 Монреаль           | 40                                      | 25                                      | 25                                      | 90                                      |
| 1980 Москва             | 47                                      | 37                                      | 42                                      | 126                                     |
| 1984 Лос-Анджелес       | Не брала участі                         | Не брала участі                         | Не брала участі                         | Не брала участі                         |
| 1988 Сеул               | 37                                      | 35                                      | 30                                      | 102                                     |
| Всього                  | 153                                     | 129                                     | 127                                     | 409                                     |

### Медалі на зимових Олімпійських іграх
| Ігри                   | Золото                                  | Срібло                                  | Бронза                                  | Загалом                                 |
| 1952 Осло              | Не брала участі                         | Не брала участі                         | Не брала участі                         | Не брала участі                         |
| 1956 Кортіна д'Ампеццо | Як частина Об'єднаної німецької команди | Як частина Об'єднаної німецької команди | Як частина Об'єднаної німецької команди | Як частина Об'єднаної німецької команди |
| 1960 Скво-Веллі        | Як частина Об'єднаної німецької команди | Як частина Об'єднаної німецької команди | Як частина Об'єднаної німецької команди | Як частина Об'єднаної німецької команди |
| 1964 Інсбрук           | Як частина Об'єднаної німецької команди | Як частина Об'єднаної німецької команди | Як частина Об'єднаної німецької команди | Як частина Об'єднаної німецької команди |
| 1968 Гренобль          | 1                                       | 2                                       | 2                                       | 5                                       |
| 1972 Саппоро           | 4                                       | 3                                       | 7                                       | 14                                      |
| 1976 Інсбрук           | 7                                       | 5                                       | 7                                       | 19                                      |
| 1980 Лейк-Плесід       | 9                                       | 7                                       | 7                                       | 23                                      |
| 1984 Сараєво           | 9                                       | 9                                       | 6                                       | 24                                      |
| 1988 Калгарі           | 9                                       | 10                                      | 6                                       | 25                                      |
| Всього                 | 39                                      | 36                                      | 35                                      | 110                                     |

### Медалі з літніх видів спорту
| Вид спорту                      | Золото | Срібло | Бронза | Загалом |
| Легка атлетика                  | 38     | 36     | 35     | 109     |
| Плавання                        | 38     | 32     | 22     | 92      |
| Академічне веслування           | 33     | 7      | 8      | 48      |
| Веслування на байдарках і каное | 14     | 7      | 9      | 30      |
| Гімнастика                      | 6      | 13     | 17     | 36      |
| Велоспорт                       | 6      | 6      | 4      | 16      |
| Бокс                            | 5      | 2      | 6      | 13      |
| Стрільба                        | 3      | 8      | 5      | 16      |
| Боротьба                        | 2      | 3      | 2      | 7       |
| Стрибки у воду                  | 2      | 2      | 3      | 7       |
| Вітрильний спорт                | 2      | 2      | 2      | 6       |
| Важка атлетика                  | 1      | 4      | 6      | 11      |
| Дзюдо                           | 1      | 2      | 6      | 9       |
| Футбол                          | 1      | 1      | 1      | 3       |
| Гандбол                         | 1      | 1      | 1      | 3       |
| Волейбол                        | 0      | 2      | 0      | 2       |
| Фехтування                      | 0      | 1      | 0      | 1       |
| Всього                          | 153    | 129    | 127    | 409     |

### Медалі з зимових видів спорту (НДР)
| Вид спорту          | Золото | Срібло | Бронза | Загалом |
| Санний спорт        | 13     | 8      | 8      | 29      |
| Ковзанярський спорт | 8      | 12     | 9      | 29      |
| Бобслей             | 5      | 5      | 3      | 13      |
| Біатлон             | 3      | 4      | 4      | 11      |
| Фігурне катання     | 3      | 3      | 4      | 10      |
| Лижне двоборство    | 3      | 0      | 4      | 7       |
| Стрибки з трампліна | 2      | 3      | 2      | 7       |
| Лижні перегони      | 2      | 1      | 1      | 4       |
| Всього              | 39     | 36     | 35     | 110     |